# Thomas Herzberg
Thomas Herzberg (* 20. Jahrhundert) ist ein deutscher Schriftsteller.

## Biografie und Werk
Thomas Herzberg hält sich über sein Privatleben bedeckt. Bekannt ist, dass er zusammen mit seiner Frau und zwei Kindern in Hamburg lebt.
Herzberg schreibt vorwiegend Kriminalromane. Er hat verschiedene Krimi-Reihen veröffentlicht, die größtenteils in Hamburg und Umgebung sowie auf Sylt spielen. Mehrere seiner Romane sind als Taschenbuch und als E-Book erschienen. Einige Romane sind auch als Hörbuch verfügbar.

## Veröffentlichungen (Auswahl)

### Reihe Kommissar Manfred Wegner
31 Bände
- Blutige Rache, BookRix Verlag, 2015, ISBN 978-3-7309-7566-4.
- Kaltes Herz, BookRix Verlag, 2016, ISBN 978-3-7396-4077-8.
- Skrupellos, BookRix Verlag, 2016, ISBN 978-3-7396-4754-8.

### Reihe Kommissarin Hannah Lambert
9 Bände
- Ausgerechnet Sylt, BookRix Verlag, 2019, ISBN 978-3-96465-114-3.
- Eiskaltes Sylt, BookRix Verlag, 2019, ISBN 978-3-96465-115-0.
- Mörderisches Sylt, Zeilenfluss Verlag, 2019, ISBN 978-3-96714-010-1.
- Stürmisches Sylt, Zeilenfluss Verlag, 2020, ISBN 978-3-96714-047-7.
- Gieriges Sylt, Zeilenfluss Verlag, 2021, ISBN 978-3-96714-122-1.
- Schneeweißes Sylt, Zeilenfluss Verlag, 2021, ISBN 978-3-96714-136-8.
- Turbulentes Sylt, Zeilenfluss Verlag, 2022, ISBN 978-3-96714-198-6.
- Düsteres Sylt, Zeilenfluss Verlag, 2022, ISBN 978-3-96714-258-7.
- Funkelndes Sylt, Zeilenfluss Verlag, 2023, ISBN 978-3-96714-355-3.

### Reihe Kommissare Thiesen und Pfeiffer
2 Bände
- Zwischen Leben und Tod, Zeilenfluss Verlag, 2020, ISBN 978-3-96714-063-7.
- Zwischen Schutt und Asche, Zeilenfluss Verlag, 2020, ISBN 978-3-96714-033-0.

### Reihe Kommissare Ina Drews und Jörn Appel (Zwischen Mord und Ostsee)
6 Bände
- Nasses Grab, FeuerWerke Verlag, 2021, ISBN 978-3-945362-92-1.
- Grünes Grab, FeuerWerke Verlag, 2021, ISBN 978-3-949221-28-6.
- Blutrotes Grab, FeuerWerke Verlag, 2022, ISBN 978-3-949221-36-1.
- Schönes Grab, FeuerWerke Verlag, 2023, ISBN 978-3-949221-62-0.
- Schneeweißes Grab, Kampenwand Verlag, 2023, ISBN 978-3-98660-142-3.
- Sündiges Grab, Kampenwand Verlag, 2024, ISBN 978-3-98660-183-6.

### Reihe Tatort Waterkant
- Rache auf Friesisch. Edition M, Seattle 2024, ISBN 978-2-49671-682-5.
- Morden auf Friesisch. Edition M, Seattle 2025, ISBN 978-2-4967-1684-9.
- Sterben auf Friesisch. Edition M, Seattle 2025, ISBN 978-2-49671-833-1.

### Einzelwerke
- Marthas Rache, BoD – Books on Demand, 2020, ISBN 978-3-7526-9058-3.